# Трубичино (Великолукский район)
Трубичино — деревня в Великолукском районе Псковской области России. Входит в состав Лычёвской волости.

## География
Расположена в центре района, к востоку от Великих Лук.

## Население
| 2001 | 2002 | 2010 |
| ---- | ---- | ---- |
| 52   | →52  | ↗78  |

Численность населения деревни по состоянию на начало 2001 года составила 52 жителя.